# Gedenkorte des Kampfbundes um Erich Prenzlau
Diese Liste ist eine Aufstellung der Gedenkorte der Widerstandsgruppe „Kampfbund um Erich Prenzlau“. Sie erhebt keinen Anspruch auf Vollständigkeit.
| Name              | Art          | Ort                                                          |
| ----------------- | ------------ | ------------------------------------------------------------ |
| Otto Grabowski    | Gedenkstein  | Haus 13 an der TH Wildau                                     |
| Otto Grabowski    | Gedenktafel  | Karl-Marx-Straße 110 in Wildau, OT Hoherlehme                |
| Friedrich Krummel | Gedenktafel  | Stargarder Straße 21 in Berlin-Prenzlauer Berg               |
| Otto Lemm         | Gedenkstein  | Haus 13 an der TH Wildau                                     |
| Otto Lemm         | Gedenktafel  | Oudenarder Straße 28 in Berlin-Wedding                       |
| Erna Lugebiel     | Gedenktafel  | Chausseestraße 82 in Berlin-Wedding                          |
| Erna Lugebiel     | Gedenktafel  | Grolmanstraße 28 in Berlin-Charlottenburg                    |
| Erich Prenzlau    | Gedenktafel  | Heidenfeldstraße 3                                           |
| Herbert Reinert   | Stolperstein | Friedrich-Karl-Straße 5 in Berlin-Tempelhof                  |
| Karl Scherer      | Ehrenmal     | Am Dorfanger in Niederlehme                                  |
| Paul Schulze      | Ehrenmal     | Am Dorfanger in Niederlehme                                  |
| Paul Schütze      | Gedenkstein  | Haus 13 an der TH Wildau                                     |
| Paul Schütze      | Ehrenmal     | Am Dorfanger in Niederlehme                                  |
| Jans Schwenke     | Stolperstein | Ohmstraße 10 in Berlin-Mitte                                 |
| Walter Sichert    | Gedenktafel  | Fischerstraße 31 in Berlin-Mitte (bis zum Abriss des Hauses) |